# Kullagöl (Aneboda socken, Småland)
Kullagöl är en sjö i Växjö kommun i Småland och ingår i Lagans huvudavrinningsområde. Sjön är 6,5 meter djup, har en yta på 0,011 kvadratkilometer och är belägen 215 meter över havet.